# Siorapaluk
Siorapaluk (västgrönländska) alternativt Hiurapaluk (nordgrönländska) är en by belägen på den nordliga sidan av Robertson Fjord, cirka 50 km nordväst om Qaanaaq i kommunen Qaasuitsup på Grönland. Byn, belägen på 77°47' nordlig bredd, är Grönlands nordligaste by och en av världens nordligaste byar. Svalbard har nordligare bosättningar. Det finns även några stationer (Alert och  Eureka i Kanada, Station Nord i Grönland) för forskare och militär som ligger längre norrut. Byn hade 47 invånare 2014. De första invånarna var kanadensiska inuiter som byggde bosättningar på platsen cirka 1880.
Etah, en övergiven by som tidigare var den nordligaste byn i världen (78°19'N), ligger 78 km nordväst om Siorapaluk. Etah ligger ca 10 km längre norrut än Longyearbyen (vilken dock inte är den nordligaste bosättningen på Svalbard).